# Cesino Bernardino

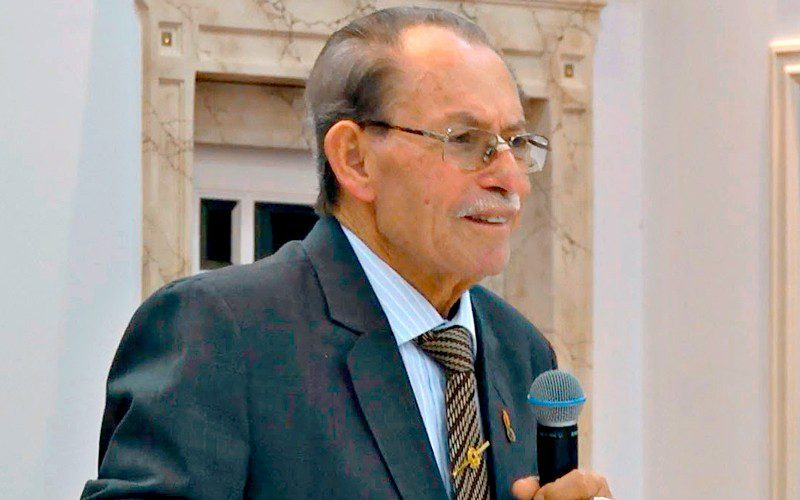
Pr. Cesino Bernardino

Cesino Bernardino (Imbituba, 29 de novembro de 1934 – Blumenau, 30 de julho de 2016) foi um Ministro do Evangelho, conferencista e escritor brasileiro. Foi fundador e Presidente até o último dia de sua vida de uma das mais importantes instituições missionárias do Brasil e do mundo, os Gideões Missionários da Última Hora (GMUH), instituição ligada a Assembleia de Deus. Em março de 2012, foi indicado ao Prêmio Nobel da Paz.
Na noite de 17 de dezembro de 2024, Camboriú, conhecida como capital de Missões, viveu um momento histórico e emocionante com a inauguração do Parque Ecológico Cesino Bernardino , no bairro Santa Regina. A cerimônia foi marcada por louvores, orações e homenagens que lembraram o legado do pastor Cesino Bernardino.
Pr. Cesino Bernardino tinha sérios problemas nos rins e nos pulmões. Morreu após passar mais de um mês na UTI do Hospital Santa Catarina, em Blumenau.